# Colors from Ars
Colors from Ars è il primo EP del cantante sudcoreano Youngjae, pubblicato il 5 ottobre 2021.

## Descrizione
Colors from Ars viene annunciato il 17 settembre 2021. Il titolo richiama l'arcobaleno, suggerito anche dalle sette tracce del disco, e "Ars", dal latino "Ars longa, vita brevis", pseudonimo usato da Youngjae come compositore e paroliere a partire dal 2016. Vede inoltre il cantante produrre tutte le canzoni, e scriverne i testi e le melodie. Il disco viene presentato attraverso uno showcase su V Live il 5 ottobre, un'ora prima dell'uscita, che viene accompagnata dalla pubblicazione del video musicale di Vibin. L'opera è stata ispirata dalla vita giornaliera del cantante, dalle sue emozioni e dai fan, e sono stati impiegati cinque mesi per realizzarla.
Colors from Ars si apre con Beautiful, un brano dalle tonalità calde che rappresenta un tributo allegro e rilassato a "una bella ragazza in questo bellissimo mondo", al quale fa seguito Tasty, una combinazione di R&B e city pop che narra di una storia d'amore. Vibin, di genere dance pop con ritmo house, racconta dell'incapacità di smettere di innamorarsi di una persona e contiene il messaggio "Goditi questo momento, ciò che stai provando adesso". Dopo le prime tre tracce, il disco devia verso toni più freddi e melodie più dolci che raccontano di sentimentalismo e vulnerabilità. Roses esprime l'eccitazione nei confronti della persona amata e di un amore che sta sbocciando, mentre Eternal è una ballad pop sentimentale accompagnata dal piano e dalla chitarra in cui il cantante piange il passaggio veloce del tempo e desidera passare l'eternità con chi ama. Moonlight è di genere R&B e hip hop, e comunica simpatia e conforto.
Chiude il disco Lonely, che è stata rivelata per la prima volta al pubblico il 1º aprile 2021 con un'esibizione e un'intervista pubblicate sul canale YouTube di Elle Korea. È un pezzo R&B e hip hop contenente un messaggio di consolazione ed empatia, e un invito ad accettarsi per come si è. Il cantante vi ha inserito la solitudine e il vuoto nel cuore provati tornando a casa dopo una giornata impegnativa, e la difficoltà di mostrarsi al mondo, esprimendo questi sentimenti con il verso "La mia stanza sta affondando nell'oceano profondo" (깊은 바닷속으로 내 방이 전부 가라앉네?, Gip-eun badassog-euro nae bang-i jeonbu gara-anneLR); il verso conclusivo "Il mio cuore viene riempito completamente dalla luce dell'oceano verde" (촐록빛 바다색으로 내 맘이 전부 채워지네?, Chollokbit badasaeg-euro nae mam-i jeonbu chae-wojineLR) è invece un riferimento ai fan della boy band d'appartenenza di Youngjae, i Got7, il cui colore ufficiale è il verde, ed esprime come si possa superare la solitudine appoggiandosi alle persone vicine.

## Accoglienza
| Recensione | Giudizio |
| ---------- | -------- |
| NME        |          |

Rolling Stone India ha descritto Vibin come "un paesaggio sonoro distinto". Scrivendo per Soundigest, Amanda Thilo ha indicato Moonlight e Roses come le tracce di spicco in quanto, con i loro arrangiamenti di archi, "rappresentano esempi eccellenti delle abilità vocali di Youngjae. [...] Ha una qualità naturale e ariosa nella sua voce, che in brani come questi è trascendente e tocca le corde del cuore", concludendo che i tocchi di lo-fi, archi ed elettronica mescolati al ritmo prevalentemente pop del disco migliorassero ogni canzone. Per Nandini Iyengar di Bollywood Hungama, "Colors from Ars è una presentazione colorata di musica e testi per emozioni come l'amore, la perdita e la speranza", con il quale il cantante dimostra la sua versatilità in una "tavolozza vibrante". Quest'ultimo paragone è stato usato anche da NME, che ha dato al disco 4 stelle su 5 e ha lodato la profondità emotiva e l'estensione vocale del cantante, commentando come l'approccio di modellare le canzoni attorno alla sua voce, con melodie guidate da band o pianoforte a dominare gran parte del disco, permetta al suo spettro vocale di risaltare.

## Tracce
1. Beautiful – 3:01 (testo: Ars, Boytoy, Kuro (Blatinum) – musica: Ars, Boytoy, Disko (Blatinum), Kuro (Blatinum))
2. Tasty – 3:02 (testo: Ars, Boytoy, Peter Hyun (Blatinum), Young Sky (Blatinum), Houdini – musica: Ars, Boytoy, Peter Hyun (Blatinum))
3. Vibin – 3:22 (testo: Ars, Boytoy, ADN, WD, Young Sky (Blatinum), Peter Hyun (Blatinum) – musica: Ars, Boytoy, Disko (Blatinum), ADN, WD)
4. Roses – 3:23 (Ars, Boytoy, Young Sky (Blatinum), Peter Hyun (Blatinum))
5. Eternal – 3:54 (testo: Ars – musica: Ars, Boytoy, Jay & Rudy, Aaron Kim, Isaac Han, Kiat)
6. Moonlight – 4:10 (testo: Ars, Boytoy, Houdini – musica: Ars, Boytoy, Aaron Kim, Isaac Han, Houdini)
7. Lonely – 3:44 (Ars, Noday)

Durata totale: 24:36

## Personale
- Ars (Youngjae) – voce, testi, musiche, arrangiamenti, controcanto
- Boytoy – testi (tracce 1-4), musiche (tracce 1-6), arrangiamenti (tracce 1-6), tastiera (tracce 1, 3), batteria (tracce 1-3, 6), direzione vocale (tracce 1-3, 6-7), editing vocale (tracce 1, 3, 6), registrazione (tracce 1-3, 5-7), chitarra (tracce 2, 6)
- Kuro – testi (traccia 1), musiche (traccia 1)
- Disko – musiche (tracce 1, 3), arrangiamenti (tracce 1, 3), chitarra (tracce 1, 3), basso (tracce 1, 3)
- Peter Hyun – testi (tracce 2-4), musiche (tracce 2, 4), arrangiamenti (tracce 2, 4), tastiera (traccia 2), basso (tracce 2, 4), batteria (traccia 4), direzione vocale (tracce 2, 4), registrazione (tracce 2, 4), editing vocale (tracce 1-2, 4, 7)
- Young Sky – testi (tracce 2-4), musiche (traccia 4), arrangiamenti (traccia 4), tastiera (traccia 4), batteria (traccia 4), direzione vocale (tracce 2, 4), editing vocale (tracce 2, 4), registrazione (tracce 2, 4)
- Houdini – testi (tracce 2, 6), musiche (traccia 6), editing vocale (traccia 6), direzione vocale (traccia 6)
- ADN – testi (traccia 3), musiche (traccia 3)
- WD – testi (traccia 3), musiche (traccia 3)
- Noday – testi (traccia 7), musiche (traccia 7), arrangiamenti (traccia 7), tastiera (traccia 7), chitarra (traccia 7), basso (traccia 7), batteria (traccia 7), editing vocale (traccia 7)
- Jay & Rudy – musiche (traccia 5)
- Aron Kim – musiche (tracce 5-6), arrangiamenti (tracce 5-6), pianoforte (tracce 5-6), batteria (traccia 6)
- Isaac Han – musiche (tracce 5-6), arrangiamenti (tracce 5-6), batteria (tracce 5-6), basso (traccia 6)
- Kiat – musiche (traccia 5), arrangiamenti (traccia 5), pianoforte (traccia 5)
- Lee Jin-won – chitarra (traccia 5)
- Lee Young-gyu – basso (traccia 5)
- Go Hyun-jung – missaggio (tracce 1, 5-6)
- Jo Sung-joon – missaggio (tracce 2-3)
- Heo Chan-goo – missaggio (traccia 4)
- Anchor – missaggio (traccia 7)
- Kim Kyung-hwan – assistenza al missaggio (tracce 1, 5-6)
- Kim Joon-sang – assistenza al missaggio (tracce 1, 5-6)
- Ji Min-woo – assistenza al missaggio (tracce 1, 5-6)
- Park Jung-eon – mastering (tracce 1, 3-7)
- Alex Psaroudakis – mastering (traccia 2)
- D'tour – editing vocale (tracce 3, 5)
- Brother Su – editing vocale (traccia 5)

## Successo commerciale
Colors from Ars ha esordito sesto in Corea del Sud sulla Gaon Weekly Album Chart. Vibin è entrata in quinta posizione sulla Gaon Download Chart e alla 124ª sulla Gaon Digital Chart.
Dopo l'uscita, è arrivato primo sulla iTunes Album Chart in 26 Paesi, mentre Vibin ha raccolto 21 primi posti sulla iTunes Song Chart.
Secondo la Gaon Chart, il disco ha venduto 77 138 copie nel mese di ottobre 2021.

## Classifiche
| Classifica (2021) | Posizione massima |
| ----------------- | ----------------- |
| Corea del Sud     | 6                 |